# 大葉洛瓦亞河
大葉洛瓦亞河是俄羅斯的河流，位於克拉斯諾亞爾斯克邊疆區，屬於克季河的左支流，河道全長331公里，流域面積6,230平方公里，河水主要來自溶雪。